# Olympische Sommerspiele 1988/Kanu – Einer-Kajak 500 m (Frauen)
Die Wettkämpfe im Einer-Kajak über 500 Meter bei den Olympischen Sommerspielen 1988 wurden vom 26. bis 30. September 1988 auf der Misari Regattastrecke ausgetragen.
Olympiasieger wurde die Bulgarin Wanja Geschewa, die die amtierende Weltmeisterin und Favoritin Birgit Schmidt, aus der DDR, die im Kajak-Zweier und -Vierer Gold holte, überraschend besiegen konnte.

## Ergebnisse

### Vorläufe
Die Vorläufe dienten lediglich dazu, die Boote auf die Halbfinals zwei Tage später zu verteilen.

#### Vorlauf 1
| Rang | Athletin         | Nation         | Zeit        |
| ---- | ---------------- | -------------- | ----------- |
| 1    | Wanja Geschewa   | Bulgarien      | 1:55,44 min |
| 2    | Izabela Dylewska | Polen          | 1:57,42 min |
| 3    | Agneta Andersson | Schweden       | 2:00,27 min |
| 4    | Susie Perrett    | Großbritannien | 2:01,97 min |
| 5    | Kim Mi-ja        | Südkorea       | 2:11,76 min |
| 6    | María Miliauro   | Argentinien    | 2:12,32 min |

#### Vorlauf 2
| Rang | Athletin         | Nation             | Zeit        |
| ---- | ---------------- | ------------------ | ----------- |
| 1    | Yvonne Knudsen   | Dänemark           | 1:54,96 min |
| 2    | Birgit Schmidt   | DDR                | 1:56,24 min |
| 3    | Galina Sawenko   | Sowjetunion        | 1:56,24 min |
| 4    | Traci Phillips   | Vereinigte Staaten | 1:59,53 min |
| 5    | Caroline Brunet  | Kanada             | 2:00,82 min |
| —    | Miyuki Kobayashi | Japan              | DNS         |

#### Vorlauf 3
| Rang | Athletin        | Nation           | Zeit        |
| ---- | --------------- | ---------------- | ----------- |
| 1    | Rita Kőbán      | Ungarn           | 1:57,04 min |
| 2    | Hana Pleskačová | Tschechoslowakei | 1:59,28 min |
| 3    | Josefa Idem     | BR Deutschland   | 2:00,42 min |
| 4    | Inge Coeck      | Belgien          | 2:01,69 min |

### Halbfinalläufe
Die ersten drei Boote der Halbfinals erreichten das Finale.

#### Halbfinale 1
| Rang | Athletin        | Nation         | Zeit        |
| ---- | --------------- | -------------- | ----------- |
| 1    | Birgit Schmidt  | DDR            | 1:55,94 min |
| 2    | Wanja Geschewa  | Bulgarien      | 1:56,26 min |
| 3    | Josefa Idem     | BR Deutschland | 1:59,04 min |
| 4    | Inge Coeck      | Belgien        | 2:02,74 min |
| 5    | Caroline Brunet | Kanada         | 2:08,34 min |

#### Halbfinale 2
| Rang | Athletin         | Nation             | Zeit        |
| ---- | ---------------- | ------------------ | ----------- |
| 1    | Yvonne Knudsen   | Dänemark           | 1:57,83 min |
| 2    | Agneta Andersson | Schweden           | 1:59,30 min |
| 3    | Traci Phillips   | Vereinigte Staaten | 1:59,48 min |
| 4    | Hana Pleskačová  | Tschechoslowakei   | 1:59,95 min |
| 5    | Susie Perrett    | Großbritannien     | 2:04,95 min |

#### Halbfinale 3
| Rang | Athletin         | Nation      | Zeit        |
| ---- | ---------------- | ----------- | ----------- |
| 1    | Izabela Dylewska | Polen       | 1:56,47 min |
| 2    | Rita Kőbán       | Ungarn      | 1:57,03 min |
| 3    | Galina Sawenko   | Sowjetunion | 2:01,56 min |
| 4    | María Miliauro   | Argentinien | 2:11,07 min |
| 5    | Kim Mi-ja        | Südkorea    | 2:11,99 min |

### Finale
| Rang | Athletin         | Nation             | Zeit        |
| ---- | ---------------- | ------------------ | ----------- |
| 1    | Wanja Geschewa   | Bulgarien          | 1:55,19 min |
| 2    | Birgit Schmidt   | DDR                | 1:55,31 min |
| 3    | Izabela Dylewska | Polen              | 1:57,38 min |
| 4    | Rita Kőbán       | Ungarn             | 1:57,58 min |
| 5    | Yvonne Knudsen   | Dänemark           | 1:58,80 min |
| 6    | Traci Phillips   | Vereinigte Staaten | 2:00,81 min |
| 7    | Galina Sawenko   | Sowjetunion        | 2:00,88 min |
| 8    | Agneta Andersson | Schweden           | 2:01,00 min |
| 9    | Josefa Idem      | BR Deutschland     | 2:01,80 min |

## Weblink
- Ergebnisse